# ETourismus
eTourismus (Schreibweise oft unterschiedlich, z. B. auch E-Tourismus, engl.: eTourism) bezeichnet die Anwendung von Informations- und Kommunikationstechnologien, allgemeiner die technologischen Innovationen, im touristischen Umfeld.
Damit sind insbesondere alle mit dem Internet verknüpften Anwendungsfelder wie E-Business und E-Government eingeschlossen, aber auch generell die Einführung neuer Hard- und Softwareentwicklungen in den Tourismus. Dazu analysiert eTourismus alle damit in Zusammenhang stehenden betriebs- und volkswirtschaftlichen Prozesse und Strukturen. Das Ziel des eTourismus ist die Digitalisierung der gesamten touristischen Wertschöpfungskette sowie Einbindung der unterschiedlichen touristischen Leistungsträger in diesen Prozess. Die damit verbundene Optimierung der Prozesse in der touristischen Wertschöpfungskette führt zu einer verbesserten Wettbewerbsfähigkeit der Tourismusindustrie.
Wenige zentrale Veranstaltungen sind im Bereich eTourismus im deutschsprachigen Raum zu nennen: ENTER-Konferenz, Barcamps zum Thema Tourismus (Tourismuscamp, Hotelcamp), Brennpunkt eTourismus, E-Marketing Day oder der Online Marketing Day.